# 美國職籃聯盟雜誌
《美國職籃聯盟雜誌》又稱《XXL》，於1995年3月1日創刊，是一本主要於臺灣地區發行的籃球體育雜誌，由長昇文化事業有限公司發行。美國職籃聯盟雜誌為月刊性質，於每月的1日出刊。現任主編為張瓏正。

## 主要內容
美國職籃聯盟雜誌主要以報道美國職業籃球聯賽相關新聞動態與球員相關介紹為主，亦有部分內容報導國內相關籃球新聞。

## 外部連結
- 美國職籃聯盟雜誌官網 （页面存档备份，存于）
- 美國職籃聯盟雜誌臉書專頁 （页面存档备份，存于）